# Chlorella
Genre
Synonymes
- Palmellococcus R.Chodat, 1894[2]
- Zoochlorella K.Brandt, 1881[2] [3]

Chlorella est un genre d'algues vertes unicellulaires d'eau douce, les Chlorelles. Il fut décrit en 1890 par un microbiologiste hollandais Martinus Willem Beijerinck. Ces algues se distinguent des autres végétaux par une exceptionnelle concentration en chlorophylle et leur capacité à former des associations symbiotiques avec certains animaux (coraux, éponges…). 

## Description
Cette algue unicellulaire vit isolée ou en petits groupes de cellules. La cellule est de forme globuleuse ou ellipsoïdale et a une taille comprise entre 2 et 20 μm. La paroi cellulaire est lisse et contient une glucosamine (chitosane). Elle ne présente qu'un seul noyau et un seul chloroplaste, généralement situés sur les bords de la cellule. Le chloroplaste ne contient qu'un seul pyrénoïde, recouvert d’une couche d’amidon. Elle est surtout originaire d'Asie, notamment la Corée du Sud. Elle peut cependant être cultivée en France, à un coût plus élevé.

## Reproduction
La multiplication asexuée se déroule par rupture de la cellule parentale, qui libère de 2 à 8 spores sans flagelles. La reproduction est encore inconnue en 2013.

## Répartition et habitat
Ce genre est cosmopolite ; des espèces de Chlorelles sont connues aussi bien en eau douce qu'en eau salée.

## Recherche

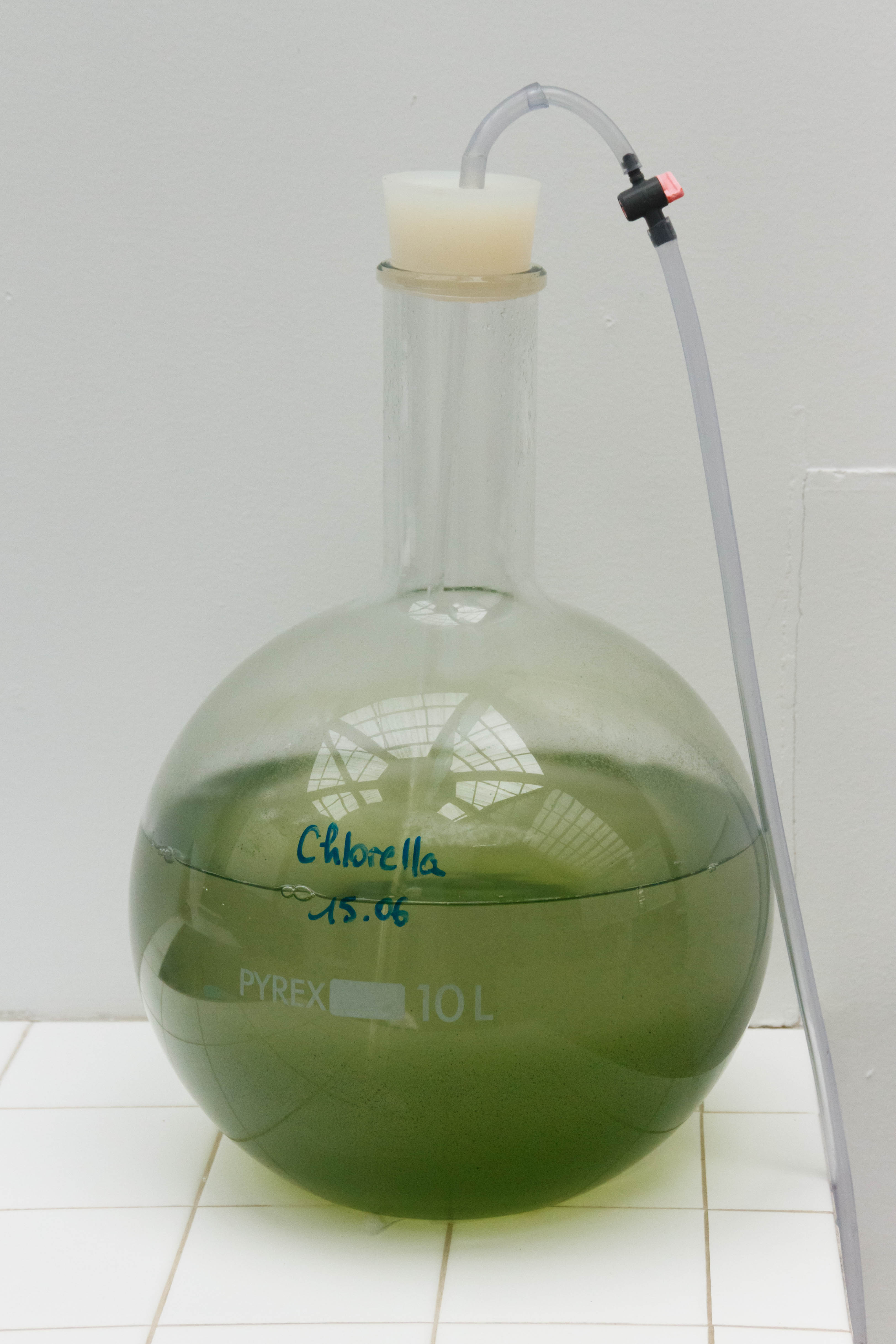
Culture de Chlorella, L'Eclosarium, Île-d'Houat

L'analyse de la séquence complète du génome d'une espèce de Chlorelles (Chlorella variabilis NC64A) a été publiée en 2010 : elle révèle 9 791 gènes de protéines, dont des gènes qui pourraient gouverner la méiose et la synthèse de flagelles. Cette espèce pourrait ainsi avoir un cycle sexuel qui était passé inaperçu jusqu'ici. Cette analyse montre aussi une coévolution entre la Chlorelle et ses virus (eux-mêmes dotés des gènes impliqués dans la synthèse et la dégradation de la chitine et du chitosane) qui lui ont probablement transmis la capacité, unique chez les algues, de synthétiser une épaisse paroi cellulaire riche en dérivés de chitine, empêchant ainsi les autres virus de pénétrer dans l'hôte.

## Utilisations

### Alimentation
L'intérêt pour la Chlorelle comme aliment a commencé à la fin des années 1940, époque à laquelle on craignait que la surpopulation ne mène à une crise alimentaire mondiale. De nombreuses recherches furent alors entreprises par des institutions aux États-Unis et en Allemagne. Sa haute teneur en protéines la rendait potentiellement très intéressante. Elle contient en outre de nombreuses vitamines dont la vitamine B12 et également des acides gras essentiels. Tous ces espoirs furent finalement déçus, la révolution verte ayant été la solution aux problèmes de production alimentaire, elle perdit de son intérêt. Elle est principalement consommée aujourd'hui comme complément alimentaire vendu en magasin diététique. Elle peut également être diluée dans des préparations comme des smoothies.

### Précautions
Des analyses faites en laboratoire (2007, Medizinisches Labor Bremen) ont toutefois montré que des Chlorelles du commerce pouvaient être fortement contaminées par de l'aluminium (5260µg/kg et 10300µg/kg sur un autre lot), de l'étain (610µg/kg et <25µg/kg), de l'arsenic (20µg/kg et 85µg/kg), du plomb (100µg/kg et 400µg/kg) et dans une moindre mesure du cadmium (<25µg/kg dans les deux cas) et du mercure (<2µg/kg et 5,6µg/kg)>)[réf. nécessaire]
Il convient donc s'assurer de la qualité des Chlorelles, notamment de leur lieu de production et de leur mode de culture.

### Industrie

#### Production de biocarburant
Des recherches sont effectuées pour utiliser la chlorelle comme source de biocarburant de troisième génération, par exemple de biométhane.

## Liste d'espèces
Selon AlgaeBase (10 novembre 2018) :
- Chlorella acuminata Gerneck
- Chlorella antarctica (F.E.Fritsch) Wille
- Chlorella bacteroidea Hortobágyi
- Chlorella botryoides J.B.Petersen
- Chlorella chlorelloides (Naumann) C.Bock, L.Krienitz & T.Pröschold
- Chlorella cladoniae Chodat (Statut incertain)
- Chlorella coelastroides Chodat (Statut incertain)
- Chlorella colonialis C.Bock, Krienitz & Pröschold
- Chlorella conglomerata (Artari) Oltmanns
- Chlorella desiccata Unknown authority (Statut incertain)
- Chlorella elongata (Hindák) C.Bock, Krienitz & Pröschold,
- Chlorella faginea (Gerneck) Wille
- Chlorella gloriosa Molinari & Calvo-Pérez
- Chlorella glucotropha Unknown authority (Statut incertain)
- Chlorella heliozoae Pröschold & Darienko
- Chlorella infusionum Beijerinck
- Chlorella koettlitzii (Fritsch) Wille (Statut incertain)
- Chlorella lacustris Chodat (Statut incertain)
- Chlorella lewinii C.Bock, Krienitz & Pröschold
- Chlorella marina Butcher
- Chlorella miniata (Kützing) Oltmanns
- Chlorella nocturna Shihira & R.W.Krauss
- Chlorella nordstedtii Printz
- Chlorella oocystoides Hindak
- Chlorella ovalis Butcher
- Chlorella peruviana G.Chacón
- Chlorella photophila Shihira & R.W.Krauss
- Chlorella pituita C.Bock, Krienitz & Pröschold
- Chlorella pulchelloides C.Bock, Krienitz & Pröschold
- Chlorella rotunda C.Bock, Krienitz & Pröschold
- Chlorella rubescens Chodat (Statut incertain)
- Chlorella rugosa J.B.Petersen
- Chlorella salina Kufferath
- Chlorella simplex (Artari) Migula (Sans vérification)
- Chlorella singularis C.Bock, Krienitz & Pröschold
- Chlorella sorokiniana Shihira & R.W.Krauss
- Chlorella spaerckii Ålvik
- Chlorella stigmatophora Butcher
- Chlorella subsphaerica H.Reisigl (Sans vérification)
- Chlorella thermophila Ma, Han, Huss, Hu, Sun & Zhang (Statut incertain)
- Chlorella ultrasquamata Clemençon & Fott
- Chlorella umbelloidea Tell
- Chlorella vannielii Shihira & R.W.Krauss
- Chlorella variabilis I.Shihira & R.W.Krauss
- Chlorella variegata Beijerinck
- Chlorella volutis C.Bock, Krienitz & Pröschold
- Chlorella vulgaris Beyerinck (Beijerinck) (espèce type)
- Chlorella xanthella Beijerinck (Statut incertain)

Selon BioLib (10 novembre 2018) :
- Chlorella homosphaera Skuja, 1948
- Chlorella miniata (Naegeli) Oltmanns, 1904
- Chlorella minutissima Fott & Novakova
- Chlorella mirabilis V.M.Andreeva, 1973
- Chlorella protothecoides Kruger, 1894
- Chlorella vulgaris Beijerinck, 1890

Selon ITIS (10 novembre 2018) :
- Chlorella conductrix (Brandt) Beijerinck
- Chlorella luteoviridis Chodat, 1912
- Chlorella marina
- Chlorella miniata (Naegeli) Oltmanns, 1904
- Chlorella minutissima Fott & Novakova
- Chlorella ovalis
- Chlorella parasitica (Brandt) Beijerinck
- Chlorella protothecoides Kruger, 1894
- Chlorella pyrenoidosa Chick
- Chlorella saccharophila (Krug.) Migula
- Chlorella salina
- Chlorella sorokiniana Shihira & Krauss, 1965
- Chlorella variegata Beijerinck, 1890
- Chlorella vulgaris Beijerinck, 1890
- Chlorella xanthella Beijernick
- Chlorella zopfingiensis Donz, 1934

Selon World Register of Marine Species (10 novembre 2018) :
- Chlorella acuminata Gerneck, 1907
- Chlorella anitrata
- Chlorella antarctica (F.E.Fritsch) Wille, 1924
- Chlorella botryoides J.B.Petersen, 1932
- Chlorella chlorelloides (Naumann) C.Bock, L.Krienitz & T.Pröschold, 2011
- Chlorella colonialis C.Bock, Krienitz & Pröschold, 2011
- Chlorella conglomerata (Artari) Oltmanns, 1904
- Chlorella desiccata
- Chlorella elongata (Hindák) C.Bock, Krienitz & Pröschold, 2011
- Chlorella glucotropha
- Chlorella heliozoae Pröschold & Darienko, 2011
- Chlorella infusionum Beijerinck, 1890
- Chlorella lewinii C.Bock, Krienitz & Pröschold, 2011
- Chlorella marina Butcher, 1952
- Chlorella miniata (Kützing) Oltmanns, 1904
- Chlorella minutissima Fott & Nováková, 1969
- Chlorella mirabilis V.M.Andreyeva, 1973
- Chlorella nocturna Shihira & R.W.Krauss, 1965
- Chlorella nordstedtii Printz, 1938
- Chlorella oocystoides Hindak, 1980
- Chlorella ovalis Butcher, 1952
- Chlorella parva
- Chlorella peruviana G.Chacón Roldán, 1980
- Chlorella pituita C.Bock, Krienitz & Pröschold, 2011
- Chlorella pulchelloides C.Bock, Krienitz & Pröschold, 2011
- Chlorella rotunda C.Bock, Krienitz & Pröschold, 2011
- Chlorella rugosa J.B.Petersen, 1928
- Chlorella salina Butcher, 1952
- Chlorella salina Kufferath, 1919
- Chlorella singularis C.Bock, Krienitz & Pröschold, 2011
- Chlorella sorokiniana Shihira & R.W.Krauss, 1965
- Chlorella spaerckii Ålvik, 1934
- Chlorella sphaerica Tschermak-Woess, 1988
- Chlorella stigmatophora Butcher
- Chlorella subsphaerica H.Reisigl
- Chlorella vannielii Shihira & R.W.Krauss, 1965
- Chlorella variabilis I.Shihira & R.W.Krauss, 1965
- Chlorella volutis C.Bock, Krienitz & Pröschold, 2011
- Chlorella vulgaris Beyerinck (Beijerinck), 1890